# Valisia macilentae
Valisia macilentae is een vliesvleugelig insect uit de familie vijgenwespen (Agaonidae). De wetenschappelijke naam is voor het eerst geldig gepubliceerd in 1993 door Wiebes.